# Centronia
Genre
Synonymes
- Brachycentrum Meisn.
- Calyptraria Naudin

Centronia est un genre de plantes à fleurs de la famille des Melastomataceae dont les espèces sont trouvées au nord de l'Amérique du Sud.

## Liste des espèces
- Centronia brachycera (Naudin) Triana
- Centronia laurifolia D.Don
- Centronia mutisii (Bonpl.) Triana
- Centronia peruviana J.F.Macbr.

### Publication originale
- Don D., 1823. Memoirs of the Wernerian Natural History Society 4: 314.